# Teruyoshi Itō
Teruyoshi Itō (伊東 輝悦?, Itō Teruyoshi; Shizuoka, 31 agosto 1974) è un ex calciatore giapponese, di ruolo centrocampista.

## Carriera
Dopo aver giocato per diciassette anni con lo Shimizu S-Pulse, si è trasferito nel Ventforet Kofu.

## Palmarès

### Club

#### Competizioni nazionali
- Coppa dell'Imperatore: 1

Shimizu S-Pulse: 2001
- Coppa J.League: 1

Shimizu S-Pulse: 1996
- Supercoppa del Giappone: 2

Shimizu S-Pulse: 2001, 2002
- J2 League: 1

Ventforet Kofu: 2012

#### Competizioni internazionali
- Coppa delle Coppe dell'AFC: 1

Shimizu S-Pulse: 1999-2000

### Individuale
- Premio Fair-Play del campionato giapponese: 1

2007